# Elżbieta Bieńkowska
Elżbieta Ewa Bieńkowska (Katowice, 4 febbraio 1964) è una politica polacca, commissario europeo per il mercato interno, l'industria, l'imprenditoria e le piccole e medie imprese nella commissione Juncker dal 1º novembre 2014 al 30 novembre 2019.
Prima dell'incarico nella Commissione europea è stata funzionaria esperta di fondi strutturali dell'Unione europea e membro del Governo polacco: prima come ministro dello sviluppo regionale nel primo governo presieduto da Donald Tusk, dal 2007 al 2013, poi come Vice-primo ministro e ministro delle infrastrutture e dello sviluppo, dal 2013 al 2014.

## Biografia
Elżbieta Ewa Moycho è nata a Katowice, in Slesia, il 4 febbraio 1964. È sposata con il conte Artur Bieńkowski con cui ha avuto due figlie, Michalina e Zofia, e un figlio, Mateusz.
Oltre al polacco, parla fluentemente inglese.

### Educazione
Elżbieta Bieńkowska ha conseguito una laurea magistrale all'Università Jagellonica in filologia orientale nel 1989. Dopo la laurea ha ottenuto un diploma presso la Scuola nazionale polacca di pubblica amministrazione e un Master in Business Administration presso la Scuola di economia di Varsavia.

### Carriera professionale
Bieńkowska ha lavorato nella pubblica amministrazione occupandosi della gestione dei fondi strutturali dell'Unione europea, prima presso il Dipartimento per l'economia nell'Ufficio del Voivodato di Katowice, occupandosi di contratti regionali, poi, a partire dal 1999, fu promossa a delegata del voivoda di Katowice per lo sviluppo regionale. Nello stesso anno divenne direttrice del Dipartimento per lo sviluppo regionale presso l'Ufficio del Maresciallo (marszałek województwa) del neo-costituito Voivodato della Slesia Jan Olbrycht, incarico che conservò fino al 2007.
È stata vicepresidente dell'Agenzia di sviluppo regionale della Slesia dal 2002 al 2007 ed è stata nominata vicepresidente del Centro di sviluppo delle imprese della Slesia il 2 ottobre 2007.Si è occupata anche dell'insegnamento dei programmi strutturali dell'Unione europea presso il Politecnico della Slesia.

### Carriera politica
Dal 16 novembre 2007 al 27 novembre 2013 è stata Ministro dello sviluppo regionale nel primo governo presieduto da Donald Tusk. Il 27 novembre 2013, dopo un rimpasto di governo, è stata nominata Vice-primo ministro e Ministro delle infrastrutture e dello sviluppo. Nei suoi incarichi governativi si è occupata del sistema di sviluppo strategico del paese e della gestione dei fondi europei ottenuti a tale scopo, della gestione delle infrastrutture di trasporto, delle costruzioni e dell'edilizia abitativa. Il 22 settembre 2014, con le dimissioni del governo Tusk e l'entrata in carica di quello presieduto da Ewa Kopacz, abbandona la sua carica ministeriale per ricoprire il suo nuovo incarico europeo.
È stata eletta membro del Senato polacco nelle elezioni parlamentari del 2011 per il partito Piattaforma Civica.
Si definisce una tecnocrate.

### Commissario europeo
Il 10 settembre 2014 è designata come commissario europeo della Polonia in seno alla commissione Juncker, in cui le viene affidato il portafoglio per il mercato interno, l'industria, l'imprenditoria e le piccole e medie imprese.